# 維利恰 (丘胡伊夫區)
50°14′41″N 36°56′29″E / 50.24472°N 36.94139°E
維利恰（烏克蘭語：Вільча）是位於烏克蘭東部的市級鎮，由哈爾科夫州丘胡伊夫区的沃夫昌斯克市鎮負責管轄。該鎮距離沃夫昌斯克3公里，始建於1993年，面積36.8平方公里，2001年人口1,658，人口密度每平方公里45.05人。